# Salbutamol
Salbutamol ist ein β2-Sympathomimetikum, das als Bronchospasmolytikum bei Asthma bronchiale und chronischer Bronchitis mit oder ohne Lungenemphysem eingesetzt wird. Salbutamol bewirkt, inhalativ verabreicht, eine rasch einsetzende, kurz anhaltende Entspannung der glatten Muskulatur in den Bronchien. Die Wirkung beruht auf der Stimulierung von β2-Adrenozeptoren. Salbutamol gehört deshalb auch zur Gruppe der Bronchospasmolytika. Insgesamt gelten Salbutamol (Halbwertszeit 3 – 4 h) und Fenoterol (Halbwertszeit 3 h) als kurz wirksame Substanzen für die Anwendung bei akuten Asthmaanfällen.

## Darreichungsformen
In der Regel wird Salbutamol inhalativ angewendet (Pulverinhalator, Druckgasinhalation, Inhalationslösung für die Verneblung), wobei die Wirkung nach 5–15 Minuten eintritt. Soll die Wirkung verzögert einsetzen, kommen auch Retardtabletten oder Tropfen zur peroralen Anwendung zum Einsatz.

## Doping
Da Salbutamol aufgrund seiner spasmolytischen und wohl auch anabolen Wirkung als Dopingmittel eingesetzt wird, unterliegt die medizinische Anwendung bei Leistungssportlern strengen Beschränkungen (1 µg/ml, →Dopingliste).

## Nebenwirkungen und Kontraindikationen
Folgende Nebenwirkungen können beim Gebrauch von Salbutamol häufig auftreten:
- Tremor (Zittern)
- Schwindel
- Herzklopfen (Palpitationen)
- Übelkeit
- Schwitzen
- Kopfschmerzen
- Tachykardie (Herzrasen)

Kontraindikationen: Bei einer Überempfindlichkeit (Allergie) gegen den Wirkstoff oder andere im Medikament enthaltenen Bestandteile darf das Medikament nicht angewendet werden.
Unter bestimmten Voraussetzungen ist bei Anwendung des Medikaments besondere Vorsicht geboten:
- Überempfindlichkeit gegen andere Sympathomimetika
- bei schweren Herzerkrankungen
- bei schwerer und unbehandelter Hypertonie (Bluthochdruck)
- wenn schon Herzglykoside (Arzneimittel zur Behandlung von Herzschwäche) verwendet werden
- bei Aneurysmen (krankhafte Ausweitungen der Gefäßwand)
- Hyperthyreose (Überfunktion der Schilddrüse)
- schwer kontrollierbarem Diabetes mellitus
- Phäochromozytom (bestimmte Erkrankung des Nebennierenmarks)

Auf die Anwendung während der Schwangerschaft sollte verzichtet werden, da der Wirkstoff von der Plazenta auf das ungeborene Kind übergehen kann. Zudem kann Salbutamol wehenhemmend auf den Körper wirken. Bei der Anwendung während des Stillens ist zu berücksichtigen, dass der Wirkstoff Salbutamol in die Muttermilch übergeht.

## Stereoisomerie
Salbutamol ist chiral, da es ein Stereozentrum enthält. Es gibt somit zwei Enantiomere, die (R)-Form und die (S)-Form. Das wirksame Enantiomer (Eutomer) ist das  (R)-Salbutamol. Die Handelspräparate enthalten den Arzneistoff als Racemat (1:1-Gemisch der Enantiomere). Dies ist hauptsächlich dadurch begründet, dass das (S)-Enantiomer den enzymatischen Abbauweg blockiert und hierdurch die Metabolisierung des (R)-Enantiomers verzögert wird. Insgesamt ergibt sich hieraus eine verlängerte Wirkdauer des Präparats.
Reines (R)-Salbutamol ist unter dem internationalen Freinamen Levosalbutamol im Handel. Ein günstigeres Nebenwirkungsprofil des (R)-Enantiomers im Bezug auf Tachykardie und Tachyarrhythmie bei herzkranken Patienten konnte in Studien nicht nachgewiesen werden.

## Handelsnamen
Monopräparate
Albuterol Sulfate (USA), Apsomol (D), Broncho-Inhalat (D), Bronchospray (D), Butovent (A), Cyclocaps Salbutamol (D), Dospir (CH), Ecovent (CH), Epaq (D), Novolizer Salbutamol (A), Pädiamol (D), Pentamol (D), Salamol (CH), Salbubronch (D), SalbuHEXAL (D), Sultanol (D, A), Ventilastin (D), Ventolin (B, CH, E, GB, TR, USA), Ventoline (F), Volmac (D), zahlreiche Generika (D, A)
Kombinationspräparate
Combivent (A), Dospir (CH), Ipramol (D, CH), Nebu-Iprasal (A)